# Copa Libertadores 1989
La Copa Libertadores 1989 fue la trigésima edición del torneo de clubes más importante de América del Sur, organizado por la Confederación Sudamericana de Fútbol, en la que participaron equipos de diez países sudamericanos: Argentina, Bolivia, Brasil, Chile, Colombia, Ecuador, Paraguay, Perú, Uruguay y Venezuela.
El campeón fue Atlético Nacional de Colombia, que lograba así su primer título y conseguía de esta manera derrumbar el histórico predominio de los equipos del Atlántico, transformándose en el primer cuadro de la zona del Pacífico en consagrarse en el certamen. Gracias a ello, disputó la Copa Intercontinental 1989 frente a Milan de Italia, la Copa Interamericana 1990 ante los Pumas de la UNAM de México y la Recopa Sudamericana 1990 contra Boca Juniors de Argentina. Asimismo, clasificó a los octavos de final de la Copa Libertadores 1990. A partir de esta edición se incluyeron los octavos y cuartos de final.

## Formato
El campeón vigente accedió de manera directa a las fases finales, mientras que los 20 equipos restantes disputaron la Fase de grupos. En ella, los clubes fueron divididos en cinco grupos de 4 equipos cada uno de acuerdo a sus países de origen, de manera que los dos representantes de una misma asociación nacional debían caer en la misma zona. Los tres primeros de cada uno de los cinco grupos clasificaron a los octavos de final, en donde se les unió el campeón vigente, iniciándose a partir de esta instancia el sistema de eliminación directa, que pasó posteriormente por los cuartos de final, las semifinales y la final, en la que se declaró al campeón.
|                             |                             | Equipos que entran en esta fase                                                                          | Equipos que provienen de la fase anterior                                                                                     |
| --------------------------- | --------------------------- | --- | --- |
| Fase de grupos (20 equipos) | Fase de grupos (20 equipos) | - 2 equipos de Argentina, Bolivia, Brasil, Chile, Colombia, Ecuador, Paraguay, Perú, Uruguay y Venezuela | |
| Fases finales (16 equipos)  | Fases finales (16 equipos)  | - 1 equipo, campeón de la Copa Libertadores 1988                                                         | - 5 equipos primeros de la Fase de grupos - 5 equipos segundos de la Fase de grupos - 5 equipos terceros de la Fase de grupos |

## Equipos participantes
| País                              | Equipo                                | Vía de clasificación |
| --------------------------------- | ------------------------------------- | --- |
| Argentina 2 cupos                 | Racing Club Boca Juniors              | 1.º puesto del Torneo Apertura del Campeonato de Primera División 1988-89 2.º puesto del Torneo Apertura del Campeonato de Primera División 1988-89              |
| Bolivia 2 cupos                   | Bolívar The Strongest                 | Campeón del Campeonato de Primera División 1988 Subcampeón del Campeonato de Primera División 1988                                                               |
| Brasil 2 cupos                    | Bahia Internacional                   | Campeón del Campeonato Brasileño de 1988 Subcampeón del Campeonato Brasileño de 1988                                                                             |
| Chile 2 cupos                     | Cobreloa Colo-Colo                    | Campeón del Campeonato de Primera División 1988 Ganador de la Liguilla Pre-Libertadores 1988                                                                     |
| Colombia 2 cupos                  | Millonarios Atlético Nacional         | Campeón del Campeonato Colombiano 1988 Subcampeón del Campeonato Colombiano 1988                                                                                 |
| Ecuador 2 cupos                   | Emelec Deportivo Quito                | Campeón del Campeonato Ecuatoriano de 1988 Subcampeón del Campeonato Ecuatoriano de 1988                                                                         |
| Paraguay 2 cupos                  | Olimpia Sol de América                | Campeón del Campeonato Paraguayo de 1988 Subcampeón del Campeonato Paraguayo de 1988                                                                             |
| Perú 2 cupos                      | Sporting Cristal Universitario        | Campeón del Campeonato Descentralizado 1988 Subcampeón del Campeonato Descentralizado 1988                                                                       |
| Uruguay 2 cupos + campeón vigente | Nacional Peñarol Danubio              | Campeón de la Copa Libertadores 1988 1.º puesto de la Liguilla Pre-Libertadores de América de 1988 2.º puesto de la Liguilla Pre-Libertadores de América de 1988 |
| Venezuela 2 cupos                 | Sport Marítimo Unión Atlético Táchira | Campeón de la Primera División Venezolana 1987-88 Subcampeón de la Primera División Venezolana 1987-88                                                           |

### Distribución geográfica de los equipos
Distribución geográfica de las sedes de los equipos participantes:

## Fase de grupos

### Grupo 1
| Equipo         | Pts. | PJ | PG | PE | PP | GF | GC | DG |
| -------------- | ---- | -- | -- | -- | -- | -- | -- | -- |
| Cobreloa       | 8    | 6  | 3  | 2  | 1  | 7  | 4  | +3 |
| Sol de América | 6    | 6  | 2  | 2  | 2  | 7  | 8  | –1 |
| Olimpia        | 5    | 6  | 2  | 1  | 3  | 8  | 9  | –1 |
| Colo-Colo      | 5    | 6  | 2  | 1  | 3  | 7  | 8  | –1 |

| \| Fecha \| Lugar \| Local \| Resultado \| Visitante \| \| ----------------- \| -------- \| -------------- \| --------- \| -------------- \| \| 23 de febrero \| Asunción \| Olimpia \| 0:0 \| Sol de América \| \| 24 de febrero \| Santiago \| Colo-Colo \| 0:2 \| Cobreloa \| \| 28 de febrero \| Santiago \| Colo-Colo \| 3:1 \| Sol de América \| \| 3 de marzo \| Calama \| Cobreloa \| 1:0 \| Sol de América \| \| 7 de marzo \| Asunción \| Sol de América \| 1:0 \| Colo-Colo \| \| 10 de marzo \| Asunción \| Olimpia \| 2:0 \| Colo-Colo \| \| 14 de marzo \| Santiago \| Colo-Colo \| 2:0 \| Olimpia \| \| 17 de marzo \| Calama \| Cobreloa \| 2:0 \| Olimpia \| \| 20 de marzo \| Asunción \| Sol de América \| 0:0 \| Cobreloa \| \| 23 de marzo \| Asunción \| Olimpia \| 2:0 \| Cobreloa \| \| 29 de marzo \| Calama \| Cobreloa \| 2:2 \| Colo-Colo \| \| 30 de marzo[n. 1] \| Asunción \| Sol de América \| 5:4 \| Olimpia \| |          |                |           |                |
| Fecha | Lugar    | Local          | Resultado | Visitante      |
| 23 de febrero | Asunción | Olimpia        | 0:0       | Sol de América |
| 24 de febrero | Santiago | Colo-Colo      | 0:2       | Cobreloa       |
| 28 de febrero | Santiago | Colo-Colo      | 3:1       | Sol de América |
| 3 de marzo | Calama   | Cobreloa       | 1:0       | Sol de América |
| 7 de marzo | Asunción | Sol de América | 1:0       | Colo-Colo      |
| 10 de marzo | Asunción | Olimpia        | 2:0       | Colo-Colo      |
| 14 de marzo | Santiago | Colo-Colo      | 2:0       | Olimpia        |
| 17 de marzo | Calama   | Cobreloa       | 2:0       | Olimpia        |
| 20 de marzo | Asunción | Sol de América | 0:0       | Cobreloa       |
| 23 de marzo | Asunción | Olimpia        | 2:0       | Cobreloa       |
| 29 de marzo | Calama   | Cobreloa       | 2:2       | Colo-Colo      |
| 30 de marzo | Asunción | Sol de América | 5:4       | Olimpia        |

### Grupo 2
| Equipo                 | Pts. | PJ | PG | PE | PP | GF | GC | DG |
| ---------------------- | ---- | -- | -- | -- | -- | -- | -- | -- |
| Bahia                  | 10   | 6  | 4  | 2  | 0  | 11 | 5  | +6 |
| Unión Atlético Táchira | 7    | 6  | 3  | 1  | 2  | 7  | 8  | –1 |
| Internacional          | 5    | 6  | 2  | 1  | 3  | 8  | 6  | +2 |
| Sport Marítimo         | 2    | 6  | 0  | 2  | 4  | 3  | 10 | –7 |

| \| Fecha \| Lugar \| Local \| Resultado \| Visitante \| \| ------------- \| ------------- \| ---------------------- \| --------- \| ---------------------- \| \| 19 de febrero \| Caracas \| Sport Marítimo \| 0:1 \| Unión Atlético Táchira \| \| 21 de febrero \| Porto Alegre \| Internacional \| 1:2 \| Bahia \| \| 24 de febrero \| San Cristóbal \| Unión Atlético Táchira \| 1:0 \| Internacional \| \| 2 de marzo \| Caracas \| Sport Marítimo \| 1:1 \| Internacional \| \| 4 de marzo \| Caracas \| Sport Marítimo \| 0:0 \| Bahia \| \| 7 de marzo \| San Cristóbal \| Unión Atlético Táchira \| 1:1 \| Bahia \| \| 12 de marzo \| San Cristóbal \| Unión Atlético Táchira \| 2:0 \| Sport Marítimo \| \| 14 de marzo \| Salvador \| Bahia \| 1:0 \| Internacional \| \| 17 de marzo \| Salvador \| Bahia \| 3:2 \| Sport Marítimo \| \| 21 de marzo \| Porto Alegre \| Internacional \| 3:0 \| Sport Marítimo \| \| 24 de marzo \| Salvador \| Bahia \| 4:1 \| Unión Atlético Táchira \| \| 28 de marzo \| Porto Alegre \| Internacional \| 3:1 \| Unión Atlético Táchira \| |               |                        |           |                        |
| Fecha | Lugar         | Local                  | Resultado | Visitante              |
| 19 de febrero | Caracas       | Sport Marítimo         | 0:1       | Unión Atlético Táchira |
| 21 de febrero | Porto Alegre  | Internacional          | 1:2       | Bahia                  |
| 24 de febrero | San Cristóbal | Unión Atlético Táchira | 1:0       | Internacional          |
| 2 de marzo | Caracas       | Sport Marítimo         | 1:1       | Internacional          |
| 4 de marzo | Caracas       | Sport Marítimo         | 0:0       | Bahia                  |
| 7 de marzo | San Cristóbal | Unión Atlético Táchira | 1:1       | Bahia                  |
| 12 de marzo | San Cristóbal | Unión Atlético Táchira | 2:0       | Sport Marítimo         |
| 14 de marzo | Salvador      | Bahia                  | 1:0       | Internacional          |
| 17 de marzo | Salvador      | Bahia                  | 3:2       | Sport Marítimo         |
| 21 de marzo | Porto Alegre  | Internacional          | 3:0       | Sport Marítimo         |
| 24 de marzo | Salvador      | Bahia                  | 4:1       | Unión Atlético Táchira |
| 28 de marzo | Porto Alegre  | Internacional          | 3:1       | Unión Atlético Táchira |

### Grupo 3
| Equipo            | Pts. | PJ | PG | PE | PP | GF | GC | DG |
| ----------------- | ---- | -- | -- | -- | -- | -- | -- | -- |
| Millonarios       | 10   | 6  | 4  | 2  | 0  | 12 | 3  | +9 |
| Atlético Nacional | 7    | 6  | 2  | 3  | 1  | 8  | 7  | +1 |
| Deportivo Quito   | 4    | 6  | 1  | 2  | 3  | 4  | 7  | –3 |
| Emelec            | 3    | 6  | 1  | 1  | 4  | 4  | 11 | –7 |

| \| Fecha \| Lugar \| Local \| Resultado \| Visitante \| \| ------------- \| --------- \| ----------------- \| --------- \| ----------------- \| \| 12 de febrero \| Guayaquil \| Emelec \| 1:0 \| Deportivo Quito \| \| 16 de febrero \| Bogotá \| Millonarios \| 1:1 \| Atlético Nacional \| \| 21 de febrero \| Guayaquil \| Emelec \| 1:1 \| Atlético Nacional \| \| 24 de febrero \| Quito \| Deportivo Quito \| 1:1 \| Atlético Nacional \| \| 28 de febrero \| Guayaquil \| Emelec \| 0:2 \| Millonarios \| \| 3 de marzo \| Quito \| Deportivo Quito \| 0:0 \| Millonarios \| \| 7 de marzo \| Medellín \| Atlético Nacional \| 0:2 \| Millonarios \| \| 10 de marzo \| Quito \| Deportivo Quito \| 1:0 \| Emelec \| \| 14 de marzo \| Medellín \| Atlético Nacional \| 2:1 \| Deportivo Quito \| \| 17 de marzo \| Bogotá \| Millonarios \| 3:1 \| Deportivo Quito \| \| 28 de marzo \| Medellín \| Atlético Nacional \| 3:1 \| Emelec \| \| 31 de marzo \| Bogotá \| Millonarios \| 4:1 \| Emelec \| |           |                   |           |                   |
| Fecha | Lugar     | Local             | Resultado | Visitante         |
| 12 de febrero | Guayaquil | Emelec            | 1:0       | Deportivo Quito   |
| 16 de febrero | Bogotá    | Millonarios       | 1:1       | Atlético Nacional |
| 21 de febrero | Guayaquil | Emelec            | 1:1       | Atlético Nacional |
| 24 de febrero | Quito     | Deportivo Quito   | 1:1       | Atlético Nacional |
| 28 de febrero | Guayaquil | Emelec            | 0:2       | Millonarios       |
| 3 de marzo | Quito     | Deportivo Quito   | 0:0       | Millonarios       |
| 7 de marzo | Medellín  | Atlético Nacional | 0:2       | Millonarios       |
| 10 de marzo | Quito     | Deportivo Quito   | 1:0       | Emelec            |
| 14 de marzo | Medellín  | Atlético Nacional | 2:1       | Deportivo Quito   |
| 17 de marzo | Bogotá    | Millonarios       | 3:1       | Deportivo Quito   |
| 28 de marzo | Medellín  | Atlético Nacional | 3:1       | Emelec            |
| 31 de marzo | Bogotá    | Millonarios       | 4:1       | Emelec            |

### Grupo 4
| Equipo           | Pts. | PJ | PG | PE | PP | GF | GC | DG |
| ---------------- | ---- | -- | -- | -- | -- | -- | -- | -- |
| Boca Juniors     | 7    | 6  | 3  | 1  | 2  | 9  | 7  | +2 |
| Racing Club      | 7    | 6  | 3  | 1  | 2  | 9  | 6  | +3 |
| Universitario    | 6    | 6  | 3  | 0  | 3  | 7  | 6  | +1 |
| Sporting Cristal | 4    | 6  | 2  | 0  | 4  | 6  | 12 | –6 |

| \| Fecha \| Lugar \| Local \| Resultado \| Visitante \| \| ------------- \| ------------ \| ---------------- \| --------- \| ---------------- \| \| 12 de febrero \| Lima \| Sporting Cristal \| 1:0 \| Universitario \| \| 14 de febrero \| Buenos Aires \| Boca Juniors \| 0:0 \| Racing Club \| \| 20 de febrero \| Lima \| Universitario \| 1:0 \| Boca Juniors \| \| 23 de febrero \| Lima \| Sporting Cristal \| 1:0 \| Boca Juniors \| \| 28 de febrero \| Lima \| Universitario \| 2:1 \| Racing Club \| \| 2 de marzo \| Lima \| Sporting Cristal \| 1:2 \| Racing Club \| \| 8 de marzo \| Buenos Aires \| Racing Club \| 2:3 \| Boca Juniors \| \| 8 de marzo \| Lima \| Universitario \| 4:0 \| Sporting Cristal \| \| 14 de marzo \| Buenos Aires \| Boca Juniors \| 2:0 \| Universitario \| \| 17 de marzo \| Avellaneda \| Racing Club \| 2:0 \| Universitario \| \| 21 de marzo \| Buenos Aires \| Boca Juniors \| 4:3 \| Sporting Cristal \| \| 24 de marzo \| Avellaneda \| Racing Club \| 2:0 \| Sporting Cristal \| |              |                  |           |                  |
| Fecha | Lugar        | Local            | Resultado | Visitante        |
| 12 de febrero | Lima         | Sporting Cristal | 1:0       | Universitario    |
| 14 de febrero | Buenos Aires | Boca Juniors     | 0:0       | Racing Club      |
| 20 de febrero | Lima         | Universitario    | 1:0       | Boca Juniors     |
| 23 de febrero | Lima         | Sporting Cristal | 1:0       | Boca Juniors     |
| 28 de febrero | Lima         | Universitario    | 2:1       | Racing Club      |
| 2 de marzo | Lima         | Sporting Cristal | 1:2       | Racing Club      |
| 8 de marzo | Buenos Aires | Racing Club      | 2:3       | Boca Juniors     |
| 8 de marzo | Lima         | Universitario    | 4:0       | Sporting Cristal |
| 14 de marzo | Buenos Aires | Boca Juniors     | 2:0       | Universitario    |
| 17 de marzo | Avellaneda   | Racing Club      | 2:0       | Universitario    |
| 21 de marzo | Buenos Aires | Boca Juniors     | 4:3       | Sporting Cristal |
| 24 de marzo | Avellaneda   | Racing Club      | 2:0       | Sporting Cristal |

Partido desempate por el primer puesto
| Fecha       | Lugar        |              | Resultado |             |
| ----------- | ------------ | ------------ | --------- | ----------- |
| 29 de marzo | Buenos Aires | Boca Juniors | 3:1       | Racing Club |

### Grupo 5
| Equipo        | Pts. | PJ | PG | PE | PP | GF | GC | DG |
| ------------- | ---- | -- | -- | -- | -- | -- | -- | -- |
| Peñarol       | 7    | 6  | 3  | 1  | 2  | 11 | 9  | +2 |
| Danubio       | 6    | 6  | 3  | 0  | 3  | 7  | 7  | 0  |
| Bolívar       | 6    | 6  | 2  | 2  | 2  | 6  | 7  | –1 |
| The Strongest | 5    | 6  | 1  | 3  | 2  | 3  | 4  | –1 |

| \| Fecha \| Lugar \| Local \| Resultado \| Visitante \| \| ------------- \| ---------- \| ------------- \| --------- \| ------------- \| \| 17 de febrero \| Montevideo \| Danubio \| 4:1 \| Peñarol \| \| 17 de febrero \| La Paz \| Bolívar \| 0:0 \| The Strongest \| \| 21 de febrero \| La Paz \| The Strongest \| 1:2 \| Peñarol \| \| 24 de febrero \| La Paz \| Bolívar \| 3:0 \| Peñarol \| \| 28 de febrero \| La Paz \| The Strongest \| 1:0 \| Danubio \| \| 3 de marzo \| La Paz \| Bolívar \| 3:1 \| Danubio \| \| 8 de marzo \| La Paz \| The Strongest \| 0:0 \| Bolívar \| \| 8 de marzo \| Montevideo \| Peñarol \| 2:0 \| Danubio \| \| 14 de marzo \| Montevideo \| Danubio \| 1:0 \| Bolívar \| \| 17 de marzo \| Montevideo \| Peñarol \| 5:0 \| Bolívar \| \| 21 de marzo \| Montevideo \| Danubio \| 1:0 \| The Strongest \| \| 24 de marzo \| Montevideo \| Peñarol \| 1:1 \| The Strongest \| |            |               |           |               |
| Fecha | Lugar      | Local         | Resultado | Visitante     |
| 17 de febrero | Montevideo | Danubio       | 4:1       | Peñarol       |
| 17 de febrero | La Paz     | Bolívar       | 0:0       | The Strongest |
| 21 de febrero | La Paz     | The Strongest | 1:2       | Peñarol       |
| 24 de febrero | La Paz     | Bolívar       | 3:0       | Peñarol       |
| 28 de febrero | La Paz     | The Strongest | 1:0       | Danubio       |
| 3 de marzo | La Paz     | Bolívar       | 3:1       | Danubio       |
| 8 de marzo | La Paz     | The Strongest | 0:0       | Bolívar       |
| 8 de marzo | Montevideo | Peñarol       | 2:0       | Danubio       |
| 14 de marzo | Montevideo | Danubio       | 1:0       | Bolívar       |
| 17 de marzo | Montevideo | Peñarol       | 5:0       | Bolívar       |
| 21 de marzo | Montevideo | Danubio       | 1:0       | The Strongest |
| 24 de marzo | Montevideo | Peñarol       | 1:1       | The Strongest |

## Fases finales

### Cuadro de desarrollo
|  | Octavos de final       | Octavos de final | Octavos de final  | Octavos de final |   |                | Cuartos de final  | Cuartos de final  | Cuartos de final  | Cuartos de final  |  |                   | Semifinales      | Semifinales      | Semifinales      | Semifinales      |  |                        | Final           | Final           | Final           | Final           |  |
|  | 5 al 13 de abril       | 5 al 13 de abril | 5 al 13 de abril  | 5 al 13 de abril |   |                | 19 al 26 de abril | 19 al 26 de abril | 19 al 26 de abril | 19 al 26 de abril |  |                   | 10 al 17 de mayo | 10 al 17 de mayo | 10 al 17 de mayo | 10 al 17 de mayo |  |                        | 24 y 31 de mayo | 24 y 31 de mayo | 24 y 31 de mayo | 24 y 31 de mayo |  |
|  |                        |                  |                   |                  |   |                |                   |                   |                   |                   |  |                   |                  |                  |                  |                  |  |                        |                 |                 |                 |                 |  |
|  |                        |                  |                   |                  |   |                |                   |                   |                   |                   |  |                   |                  |                  |                  |                  |  |                        |                 |                 |                 |                 |  |
|  | Millonarios (p.)       | 0                | 3                 | 3 (4)            |   |                |                   |                   |                   |                   |  |                   |                  |                  |                  |                  |  |                        |                 |                 |                 |                 |  |
|  | Millonarios (p.)       | 0                | 3                 | 3 (4)            |   |                |                   |                   |                   |                   |  |                   |                  |                  |                  |                  |  |                        |                 |                 |                 |                 |  |
|  | Bolívar                | 1                | 2                 | 3 (3)            |   |                |                   |                   |                   |                   |  |                   |                  |                  |                  |                  |  |                        |                 |                 |                 |                 |  |
|  | Bolívar                | 1                | 2                 | 3 (3)            |   | Millonarios    | 0                 | 1                 | 1                 |                   |  |                   |                  |                  |                  |                  |  |                        |                 |                 |                 |                 |  |
|  |                        |                  |                   |                  |   | Millonarios    | 0                 | 1                 | 1                 |                   |  |                   |                  |                  |                  |                  |  |                        |                 |                 |                 |                 |  |
|  |                        |                  | Atlético Nacional | 1                | 1 | 2              |                   |                   |                   |                   |  |                   |                  |                  |                  |                  |  |                        |                 |                 |                 |                 |  |
|  | Racing Club            | 0                | Atlético Nacional | 1                | 1 | 2              | 2                 | 2                 |                   |                   |  |                   |                  |                  |                  |                  |  |                        |                 |                 |                 |                 |  |
|  | Racing Club            | 0                |                   |                  |   |                |                   |                   |                   |                   |  |                   |                  |                  |                  |                  |  |                        |                 |                 |                 |                 |  |
|  | Atlético Nacional      | 2                | 1                 | 3                |   |                |                   |                   |                   |                   |  |                   |                  |                  |                  |                  |  |                        |                 |                 |                 |                 |  |
|  | Atlético Nacional      | 2                | 1                 | 3                |   |                |                   |                   |                   |                   |  | Atlético Nacional | 0                | 6                | 6                |                  |  |                        |                 |                 |                 |                 |  |
|  |                        |                  |                   |                  |   |                |                   |                   |                   |                   |  | Atlético Nacional | 0                | 6                | 6                |                  |  |                        |                 |                 |                 |                 |  |
|  |                        |                  | Danubio           | 0                | 0 | 0              |                   |                   |                   |                   |  |                   |                  |                  |                  |                  |  |                        |                 |                 |                 |                 |  |
|  | Nacional               | 0                | Danubio           | 0                | 0 | 0              | 1                 | 1                 |                   |                   |  |                   |                  |                  |                  |                  |  |                        |                 |                 |                 |                 |  |
|  | Nacional               | 0                |                   |                  |   |                |                   |                   |                   |                   |  |                   |                  |                  |                  |                  |  |                        |                 |                 |                 |                 |  |
|  | Danubio                | 0                | 3                 | 3                |   |                |                   |                   |                   |                   |  |                   |                  |                  |                  |                  |  |                        |                 |                 |                 |                 |  |
|  | Danubio                | 0                | 3                 | 3                |   | Danubio        | 2                 | 2                 | 4                 |                   |  |                   |                  |                  |                  |                  |  |                        |                 |                 |                 |                 |  |
|  |                        |                  |                   |                  |   | Danubio        | 2                 | 2                 | 4                 |                   |  |                   |                  |                  |                  |                  |  |                        |                 |                 |                 |                 |  |
|  |                        |                  | Cobreloa          | 0                | 1 | 1              |                   |                   |                   |                   |  |                   |                  |                  |                  |                  |  |                        |                 |                 |                 |                 |  |
|  | Cobreloa               | 0                | Cobreloa          | 0                | 1 | 1              | 1                 | 1                 |                   |                   |  |                   |                  |                  |                  |                  |  |                        |                 |                 |                 |                 |  |
|  | Cobreloa               | 0                |                   |                  |   |                |                   |                   |                   |                   |  |                   |                  |                  |                  |                  |  |                        |                 |                 |                 |                 |  |
|  | Deportivo Quito        | 0                | 0                 | 0                |   |                |                   |                   |                   |                   |  |                   |                  |                  |                  |                  |  |                        |                 |                 |                 |                 |  |
|  | Deportivo Quito        | 0                | 0                 | 0                |   |                |                   |                   |                   |                   |  |                   |                  |                  |                  |                  |  | Atlético Nacional (p.) | 0               | 2               | 2 (5)           |                 |  |
|  |                        |                  |                   |                  |   |                |                   |                   |                   |                   |  |                   |                  |                  |                  |                  |  | Atlético Nacional (p.) | 0               | 2               | 2 (5)           |                 |  |
|  |                        |                  | Olimpia           | 2                | 0 | 2 (4)          |                   |                   |                   |                   |  |                   |                  |                  |                  |                  |  |                        |                 |                 |                 |                 |  |
|  | Bahia                  | 1                | Olimpia           | 2                | 0 | 2 (4)          | 2                 | 3                 |                   |                   |  |                   |                  |                  |                  |                  |  |                        |                 |                 |                 |                 |  |
|  | Bahia                  | 1                |                   |                  |   |                |                   |                   |                   |                   |  |                   |                  |                  |                  |                  |  |                        |                 |                 |                 |                 |  |
|  | Universitario          | 1                | 1                 | 2                |   |                |                   |                   |                   |                   |  |                   |                  |                  |                  |                  |  |                        |                 |                 |                 |                 |  |
|  | Universitario          | 1                | 1                 | 2                |   | Bahia          | 0                 | 0                 | 0                 |                   |  |                   |                  |                  |                  |                  |  |                        |                 |                 |                 |                 |  |
|  |                        |                  |                   |                  |   | Bahia          | 0                 | 0                 | 0                 |                   |  |                   |                  |                  |                  |                  |  |                        |                 |                 |                 |                 |  |
|  |                        |                  | Internacional     | 1                | 0 | 1              |                   |                   |                   |                   |  |                   |                  |                  |                  |                  |  |                        |                 |                 |                 |                 |  |
|  | Peñarol                | 2                | Internacional     | 1                | 0 | 1              | 1                 | 3                 |                   |                   |  |                   |                  |                  |                  |                  |  |                        |                 |                 |                 |                 |  |
|  | Peñarol                | 2                |                   |                  |   |                |                   |                   |                   |                   |  |                   |                  |                  |                  |                  |  |                        |                 |                 |                 |                 |  |
|  | Internacional          | 6                | 2                 | 8                |   |                |                   |                   |                   |                   |  |                   |                  |                  |                  |                  |  |                        |                 |                 |                 |                 |  |
|  | Internacional          | 6                | 2                 | 8                |   |                |                   |                   |                   |                   |  | Internacional     | 1                | 2                | 3 (3)            |                  |  |                        |                 |                 |                 |                 |  |
|  |                        |                  |                   |                  |   |                |                   |                   |                   |                   |  | Internacional     | 1                | 2                | 3 (3)            |                  |  |                        |                 |                 |                 |                 |  |
|  |                        |                  | Olimpia (p.)      | 0                | 3 | 3 (5)          |                   |                   |                   |                   |  |                   |                  |                  |                  |                  |  |                        |                 |                 |                 |                 |  |
|  | Unión Atlético Táchira | 0                | Olimpia (p.)      | 0                | 3 | 3 (5)          | 3                 | 3 (2)             |                   |                   |  |                   |                  |                  |                  |                  |  |                        |                 |                 |                 |                 |  |
|  | Unión Atlético Táchira | 0                |                   |                  |   |                |                   |                   |                   |                   |  |                   |                  |                  |                  |                  |  |                        |                 |                 |                 |                 |  |
|  | Sol de América (p.)    | 3                | 0                 | 3 (3)            |   |                |                   |                   |                   |                   |  |                   |                  |                  |                  |                  |  |                        |                 |                 |                 |                 |  |
|  | Sol de América (p.)    | 3                | 0                 | 3 (3)            |   | Sol de América | 0                 | 4                 | 4                 |                   |  |                   |                  |                  |                  |                  |  |                        |                 |                 |                 |                 |  |
|  |                        |                  |                   |                  |   | Sol de América | 0                 | 4                 | 4                 |                   |  |                   |                  |                  |                  |                  |  |                        |                 |                 |                 |                 |  |
|  |                        |                  | Olimpia           | 2                | 4 | 6              |                   |                   |                   |                   |  |                   |                  |                  |                  |                  |  |                        |                 |                 |                 |                 |  |
|  | Boca Juniors           | 0                | Olimpia           | 2                | 4 | 6              | 5                 | 5 (6)             |                   |                   |  |                   |                  |                  |                  |                  |  |                        |                 |                 |                 |                 |  |
|  | Boca Juniors           | 0                |                   |                  |   |                |                   |                   |                   |                   |  |                   |                  |                  |                  |                  |  |                        |                 |                 |                 |                 |  |
|  | Olimpia (p.)           | 2                | 3                 | 5 (7)            |   |                |                   |                   |                   |                   |  |                   |                  |                  |                  |                  |  |                        |                 |                 |                 |                 |  |
|  | Olimpia (p.)           | 2                | 3                 | 5 (7)            |   |                |                   |                   |                   |                   |  |                   |                  |                  |                  |                  |  |                        |                 |                 |                 |                 |  |
|  |                        |                  |                   |                  |   |                |                   |                   |                   |                   |  |                   |                  |                  |                  |                  |  |                        |                 |                 |                 |                 |  |

- Nota: En cada llave, el equipo que ocupa la primera línea es el que definió la serie como local.

### Octavos de final
| 5 de abril de 1989 | Bolívar    | 1:0 (0:0) | Millonarios | Estadio Hernando Siles, La Paz |                          |
|                    | Hirano 58' |           |             | Árbitro(s): Hernán Silva       | Árbitro(s): Hernán Silva |

| 12 de abril de 1989 | Millonarios                                       | 3:2 (0:0) (4:3 p.)         | Bolívar                                    | Estadio El Campín, Bogotá |                          |
|                     | Hernández 58', 83' · Bernal 61'                   |                            | Hirano 55' · López 76'                     | Árbitro(s): José Ramírez  | Árbitro(s): José Ramírez |
|                     |                                                   | Tiros desde el punto penal |                                            |                           |                          |
|                     | Cuesta · Vanemerak · Juárez · Hernández · Estrada |                            | Borja · Angeletti · Rimba · López · Cuevas |                           |                          |

| 5 de abril de 1989 | Atlético Nacional              | 2:0 (1:0) | Racing Club | Estadio Atanasio Girardot, Medellín                              |                                                                  |
|                    | Vásquez 27' (a.g.) · Villa 79' |           |             | Asistencia: 31.645 espectadores Árbitro(s): Romualdo Arppi Filho | Asistencia: 31.645 espectadores Árbitro(s): Romualdo Arppi Filho |

| 12 de abril de 1989 | Racing Club                   | 2:1 (1:0) | Atlético Nacional | Estadio Presidente Perón, Avellaneda |                                 |
|                     | Asteggiano 39' · Iglesias 61' |           | Pérez 86'         | Árbitro(s): Enrique Marín Gallo      | Árbitro(s): Enrique Marín Gallo |

| 6 de abril de 1989 | Danubio | 0:0 | Nacional | Estadio Centenario, Montevideo                            |  |
|                    |         |     |          | Asistencia: 35.000 espectadores Árbitro(s): Carlos Maciel |  |

| 12 de abril de 1989 | Nacional    | 1:3 (0:1) | Danubio                                       | Estadio Centenario, Montevideo                              |                                                             |
|                     | Olivera 68' |           | Sánchez 20' · Dalto 78' · Da Silva 84' (pen.) | Asistencia: 50.000 espectadores Árbitro(s): Carlos Espósito | Asistencia: 50.000 espectadores Árbitro(s): Carlos Espósito |

| 5 de abril de 1989 | Deportivo Quito | 0:0 | Cobreloa | Estadio Olímpico Atahualpa, Quito |  |
|                    |                 |     |          | Árbitro(s): Jesús Díaz Palacios   |  |

| 12 de abril de 1989 | Cobreloa        | 1:0 (0:0) | Deportivo Quito | Estadio Municipal, Calama |                          |
|                     | Ruiz 85' (a.g.) |           |                 | Árbitro(s): Oscar Ortubé  | Árbitro(s): Oscar Ortubé |

| 6 de abril de 1989 | Universitario | 1:1 (1:0) | Bahia     | Estadio Nacional, Lima                                   |                                                          |
|                    | Muñoz 23'     |           | Osmar 78' | Asistencia: 31 518 espectadores Árbitro(s): Elías Jácome | Asistencia: 31 518 espectadores Árbitro(s): Elías Jácome |

| 13 de abril de 1989 | Bahia                              | 2:1 (1:0) | Universitario | Estadio Fonte Nova, Salvador |                          |
|                     | Marquinhos 2' · Charles Baiano 61' |           | del Solar 50' | Árbitro(s): José Vergara     | Árbitro(s): José Vergara |

| 5 de abril de 1989 | Internacional                                             | 6:2 (4:0) | Peñarol                  | Estadio Beira-Rio, Porto Alegre |                         |
|                    | Nílson 8', 28' (pen.) · Norton 33', 41' · Hêyder 54', 89' |           | Barán 73' · Aguilera 77' | Árbitro(s): Abel Gnecco         | Árbitro(s): Abel Gnecco |

| 11 de abril de 1989 | Peñarol      | 1:2 (0:1) | Internacional          | Estadio Centenario, Montevideo |                              |
|                     | Aguilera 83' |           | Lima 17' · Aguirre 49' | Árbitro(s): Gabriel González   | Árbitro(s): Gabriel González |

| 5 de abril de 1989 | Sol de América                     | 3:0 (0:0) | Unión Atlético Táchira | Estadio Manuel Ferreira, Asunción      |                                        |
|                    | Brizuela 52', 72' · Leguizamón 83' |           |                        | Árbitro(s): Luís Carlos Félix Ferreira | Árbitro(s): Luís Carlos Félix Ferreira |

| 12 de abril de 1989 | Unión Atlético Táchira                             | 3:0 (1:0) (2:3 p.)         | Sol de América                                   | Estadio de Pueblo Nuevo, San Cristóbal |                           |
|                     | Maldonado 39', 74', 77'                            |                            |                                                  | Árbitro(s): Arnaldo Gómez              | Árbitro(s): Arnaldo Gómez |
|                     |                                                    | Tiros desde el punto penal |                                                  |                                        |                           |
|                     | Jaimes · Genovese · Bachini · Maldonado · González |                            | Almirón · Genes · Leguizamón · Espinoza · Britos |                                        |                           |

| 5 de abril de 1989 | Olimpia           | 2:0 (0:0) | Boca Juniors | Estadio Manuel Ferreira, Asunción |                                 |
|                    | Amarilla 58', 69' |           |              | Árbitro(s): José Roberto Wright   | Árbitro(s): José Roberto Wright |

| 12 de abril de 1989 | Boca Juniors                                                                           | 5:3 (1:2) (6:7 p.)         | Olimpia                                                                                | Estadio La Bombonera, Buenos Aires   |                                      |
|                     | Perazzo 22', 89' · Villarreal 48' · Comas 70' (pen.) · Tavares 86'                     |                            | Mendoza 15' · Amarilla 18', 58'                                                        | Árbitro(s): José Luis Martínez Bazán | Árbitro(s): José Luis Martínez Bazán |
|                     |                                                                                        | Tiros desde el punto penal |                                                                                        |                                      |                                      |
|                     | Graciani · Perazzo · Comas · Cucciufo · Tapia · Villarreal · Latorre · Simón · Tavares |                            | Almeida · Chamas · Guirland · Amarilla · Miño · Portela · Balbuena · Sanabria · Guasch |                                      |                                      |

### Cuartos de final
| 19 de abril de 1989 | Atlético Nacional | 1:0 (0:0) | Millonarios | Estadio Atanasio Girardot, Medellín |                             |
|                     | Usuriaga 51'      |           |             | Árbitro(s): Carlos Espósito         | Árbitro(s): Carlos Espósito |

| 26 de abril de 1989 | Millonarios | 1:1 (1:0) | Atlético Nacional | Estadio El Campín, Bogotá |                          |
|                     | Estrada 25' |           | Tréllez 80'       | Árbitro(s): Hernán Silva  | Árbitro(s): Hernán Silva |

| 19 de abril de 1989 | Cobreloa | 0:2 (0:1) | Danubio                         | Estadio Municipal, Calama       |                                 |
|                     |          |           | Dalto 23' · Da Silva 73' (pen.) | Árbitro(s): Jesús Díaz Palacios | Árbitro(s): Jesús Díaz Palacios |

| 26 de abril de 1989 | Danubio                  | 2:1 (1:0) | Cobreloa             | Estadio Centenario, Montevideo                                  |                                                                 |
|                     | Da Silva 17' · Dalto 78' |           | Trobbiani 50' (pen.) | Asistencia: 40.000 espectadores Árbitro(s): Juan Carlos Loustau | Asistencia: 40.000 espectadores Árbitro(s): Juan Carlos Loustau |

| 19 de abril de 1989 | Internacional | 1:0 (1:0) | Bahia | Estadio Beira-Rio, Porto Alegre  |                                  |
|                     | Aguirre 40'   |           |       | Árbitro(s): José de Assis Aragão | Árbitro(s): José de Assis Aragão |

| 26 de abril de 1989 | Bahia | 0:0 | Internacional | Estadio Fonte Nova, Salvador     |  |
|                     |       |     |               | Árbitro(s): Arnaldo Cézar Coelho |  |

| 19 de abril de 1989 | Olimpia                | 2:0 (0:0) | Sol de América | Estadio Defensores del Chaco, Asunción |                           |
|                     | Neffa 71' · Torres 80' |           |                | Árbitro(s): Carlos Maciel              | Árbitro(s): Carlos Maciel |

| 26 de abril de 1989 | Sol de América                                    | 4:4 (2:2) | Olimpia                                     | Estadio Defensores del Chaco, Asunción |                              |
|                     | Fariña 16' · Cano 26' · Torres 75' · Brizuela 89' |           | Amarilla 7', 23' · González 48' · Neffa 90' | Árbitro(s): Gabriel González           | Árbitro(s): Gabriel González |

### Semifinales
| 10 de mayo de 1989 | Danubio | 0:0 | Atlético Nacional | Estadio Centenario, Montevideo                                   |  |
|                    |         |     |                   | Asistencia: 40.000 espectadores Árbitro(s): Arnaldo Cézar Coelho |  |

| 17 de mayo de 1989 | Atlético Nacional                                      | 6:0 (3:0) | Danubio | Estadio Atanasio Girardot, Medellín |                             |
|                    | García 9' · Usuriaga 34', 45', 62', 79' · Arboleda 87' |           |         | Árbitro(s): Carlos Espósito         | Árbitro(s): Carlos Espósito |

| 10 de mayo de 1989 | Olimpia | 0:1 (0:1) | Internacional     | Estadio Defensores del Chaco, Asunción |                                 |
|                    |         |           | Luís Fernando 12' | Árbitro(s): Juan Carlos Loustau        | Árbitro(s): Juan Carlos Loustau |

| 17 de mayo de 1989 | Internacional                   | 2:3 (1:1) (3:5 p.)         | Olimpia                                           | Estadio Beira-Rio, Porto Alegre |                          |
|                    | Dacroce 11' · Luís Fernando 51' |                            | Mendoza 8' · Amarilla 37' · Neffa 69'             | Árbitro(s): Hernán Silva        | Árbitro(s): Hernán Silva |
|                    |                                 | Tiros desde el punto penal |                                                   |                                 |                          |
|                    | Lima · Hêyder · Norton · Leomir |                            | Almeida · Benítez · Castro · Bobadilla · Amarilla |                                 |                          |

### Final
| Ida; 24 de mayo de 1989 | Olimpia                      | 2:0 (1:0) | Atlético Nacional | Estadio Defensores del Chaco, Asunción                          |                                                                 |
|                         | Bobadilla 36' · Sanabria 60' |           |                   | Asistencia: 50 000 espectadores Árbitro(s): José Roberto Wright | Asistencia: 50 000 espectadores Árbitro(s): José Roberto Wright |

| Vuelta; 31 de mayo de 1989 | Atlético Nacional                                                                 | 2:0 (1:0) (5:4 p.)         | Olimpia                                                                                   | Estadio El Campín, Bogotá                                       |                                                                 |
|                            | Miño 46' (a.g.) · Usuriaga 65'                                                    |                            |                                                                                           | Asistencia: 50 000 espectadores Árbitro(s): Juan Carlos Loustau | Asistencia: 50 000 espectadores Árbitro(s): Juan Carlos Loustau |
|                            |                                                                                   | Tiros desde el punto penal |                                                                                           |                                                                 |                                                                 |
|                            | Escobar · Usuriaga · Tréllez · García · Higuita · Pérez · Gómez · Perea · Álvarez |                            | Almeida · Benítez · Chamas · Mendoza · Amarilla · González · Guasch · Balbuena · Sanabria |                                                                 |                                                                 |

|                                       |
| Bandera de Colombia                   |
| Campeón Atlético Nacional 1.er título |

## Estadísticas

### Goleadores
| Jugador               | Club                   | Goles |
| --------------------- | ---------------------- | ----- |
| Carlos Aguilera       | Peñarol                | 10    |
| Raúl Vicente Amarilla | Olimpia                | 10    |
| Jorge Comas           | Boca Juniors           | 7     |
| Albeiro Usuriaga      | Atlético Nacional      | 7     |
| Charles               | Bahia                  | 6     |
| Diego Aguirre         | Internacional          | 5     |
| Sergio Salgado        | Colo-Colo              | 5     |
| Carlos Maldonado      | Unión Atlético Táchira | 5     |

## Controversias
En años posteriores, los árbitros de la semifinal Atlético Nacional vs Danubio  declararon que habían sido amenazados por sicarios del Cartel de Medellín.
Al respecto Francisco Maturana, ha negado la relación del equipo antioqueño con el narcotraficante Pablo Escobar.